# Eunidia densealbosparsa
Eunidia densealbosparsa là một loài bọ cánh cứng trong họ Cerambycidae.